# Liste des évêques de Ruremonde

## Bref historique
L'évêché de Ruremonde (en néerlandais, Roermond) fut fondé le 12 mai 1559. Le premier évêque fut nommé par le pape le 8 août 1561. Le 22 juillet 1794, l'évêque fuit son évêché devant l'avancée de l'armée française. Par le concordat du 15 juillet 1801 et la bulle papale du 26 novembre 1801, l'évêché fut supprimé. Il ne fut restauré que le 4 mars 1853. C'est le diocèse de Ruremonde

## Liste des évêques
Sauf indication contraire, la première date correspond à la prise de possession et la seconde, la date du départ ou de décès de l'évêque. 
- 31.03.1569 - 07.06.1588 : Guillaume Damasi Van der Linden (alias Lindanus). Il fut ensuite évêque de Gand.
- 07.06.1588 - 09.08.1596 : Sedes vacat.
- 09.08.1596 - 07.10.1609 : Henri van Cuyk (alias Cuyckius) (la première date correspond à son installation). Il est décédé le 7 ou peut-être le 9 octobre 1609.
- 07.10.1609 - 19.05-1611 : Sedes vacat.
- 19.05.1611 - 24.02.1639 : Jacques van den Borgh (alias a Castro).
- 24.02.1639 - 10.08.1651 : Sedes vacat.
- 10.08.1651 - 07.05.1657 : André Cruesen (ou Creusen) (il resta en place jusqu'au 7 ou peut-être au 4 mai 1657). Il devint ensuite archevêque de Malines.
- 07.05.1657 - 11.06.1659 : Sedes vacat.
- 11.06.1659 - 04.07.1666 : Eugène Albertus d'Allamont. Il fut ensuite évêque de Gand.
- 04.07.1666 - 03.10.1672 : Sedes vacat. Ignace Schetz de Grobbendonk fut nommé évêque en 1666 mais il ne put prendre possession de son siège en raison du second grand incendie de la ville du 31 mai 1665 ayant détruit 90% des bâtiments.
- 03.10.1672 - 25.08.1673 : Lancelot de Gottignies.
- 07.01.1677 - 12.06.1700 : Réginald Cools. Il fut ensuite évêque d'Anvers.
- 27.12.1701 - 09.04.1722 : Angelus d'Ongnies et d'Estrées.
- 09.04.1722 - 11.08.1741 : François Louis Sanguessa (déjà évêque d'Utique (de), in partibus).
- 11.08.1741 - 01.01.1744 : Sedes vacat.
- 01.01.1744 - 12.03.1746 : Joseph Anselme François Werbrouck (la première date correspond à son installation). Il fut ensuite évêque d'Anvers.
- 13.06.1746 - 28.06.1769 : Jean-Antoine de Robiano (la première date correspond à son installation).
- 22.05.1770 - 03.05.1774 : Henri Joseph Kerens (il resta jusqu'après le 3 mai 1774). Il fut ensuite évêque de Wiener Neustadt.
- 30.10.1775 - 17.04.1793 : Philippe Damien de Hoensbroeck (la première date correspond à son installation).
- 03.07.1794 - 24.11.1801 : Jean Baptiste Robert van Velde de Melroy et Sart-Bomal (il fut déposé à la suite de la suppression de l'évêché).